# Christian Frederiksen
|-
| Guld |Köpenhamn 1990 | C-2 maraton|}
|-
| Silver |Nottingham 1988 | C-2 maraton|}
|}
Christian Frederiksen, född den 31 januari 1965 i Köpenhamn, Danmark, är en dansk och därefter norsk kanotist.
Han tog OS-silver i C-2 1000 meter i samband med de olympiska kanottävlingarna 1992 i Barcelona.